# FS 940
Les locomotives à vapeur du Groupe 940 des Ferrovie dello Stato - FS sont des locomotives-tender italiennes construites en 1922/23 pour assurer un service lourd sur les lignes des Apennins de l'Italie centrale, en particulier pour les lignes Rome-Sulmona-Pescara et Anona-Orte, pour remplacer las anciennes locomotives FS 851 sur ces lignes de montagnes dont les pentes peuvent atteindre 27 ‰ (27 pour mille). Presque toutes les locomotives ont été détruites à l'exception de 18 unités préservées dont :
- la FS 940.006, affectée au dépôt de Fabriano et utilisée pour les trains historiques,
- la FS 940.014, restaurée et remise en service pour les célébrations du 100e anniversaire de la fondation des OGR (Officine Grandi Riparazioni) de Voghera en 2015.
- la FS 940.041 - utilisée pour les trains historiques, en dépôt à Bussoleno[1]
- la FS 940.044 - au dépôt de Sulmona, a été utilisée pour le tournage du film "La vita è bella" de Roberto Benigni dans lequel elle tire le train de marchandises allemand destiné à la déportation vers les camps de concentration.

Les locomotives FS 940 sont dérivées du Groupe 740, étudié et réalisé par les bureaux d'études de la Società Italiana per le Strade Ferrate Meridionali. Le projet 740 a été retravaillé par les FS en 1920 pour créer le Groupe 940 dans lequel la répartition du poids a été modifiée pour rendre la locomotive symétrique afin qu'elle soit en mesure d'atteindre la même vitesse en marche avant et en marche arrière. Cela permettait d'éviter de devoir retourner la locomotive dans les petites gares en tête de ligne.
Avec une disposition de roues 1-4-1 et une puissance de 980 Ch (722 kW), elles atteignaient une vitesse de 65 km/h. Certaines unités ont reçu une rehausse à charbon ce qui a permis d'augmenter sa capacité de 3,5 à 5 tonnes au bénéfice de l'autonomie.
50 exemplaires ont été construits entre 1922 et 1923. 3 autres furent construits en 1924 par OM pour le compte de la Compagnie SFB (Strada Ferrata di Biella) concessionnaire de la ligne de Santhià à Biella. Ces exemplaires ont été immatriculés 401 ÷ 403, puis 941 ÷ 943 en 1928. Ces trois unités différaient des locomotives des FS par le fait qu'elles roulaient à droite. En 1951, elles ont été intégrées dans la flotte des FS sous le numéro FS 940.051 ÷ 053.
La Série FS 940 est un groupe de locomotives-tender considéré comme ayant bénéficié d'un conception très réussie. Elle est restée en service jusqu'à l'arrêt des services à vapeur en Italie, en 1958. Elles étaient utilisées principalement pour tirer les trains de voyageurs et de marchandises puis uniquement de marchandises avant d'être cantonnées aux manœuvres lourdes. leurs meilleures caractéristiques qui ont marqué l'évolution de ce type de machine, était la composition de l'ensemble de roues avant et du premier essieu d'accouplement qui formaient le fameux "Carrello Italiano" ou bogie Zara, l'essieu de roue arrière était un essieu Bissel. Le train de roulement a été conçu de telle sorte que la vitesse maximale puisse être atteinte dans les deux sens de marche, une rareté pour une locomotive à vapeur.

## Les locomotives FS 940 chasse-neige
Les locomotives FS 940 étaient des machines de montagne qui devaient affronter la neige des longs hivers des massifs apennins et alpins. La locomotive était équipée à l'avant d'une lame frontale avec des côtés repliables. En cas de fortes chutes de neige, ce dispositif n'était pas suffisant. C'est pour cette raison que de grandes lames chasse-neige étaient montées l'hiver sur lesquelles le marquage de la machine était reporté puisque celui figurant entre les tampons était caché. En cas de très fortes chutes de neige, il n'était pas rare de devoir atteler 2 locomotives FS 940.

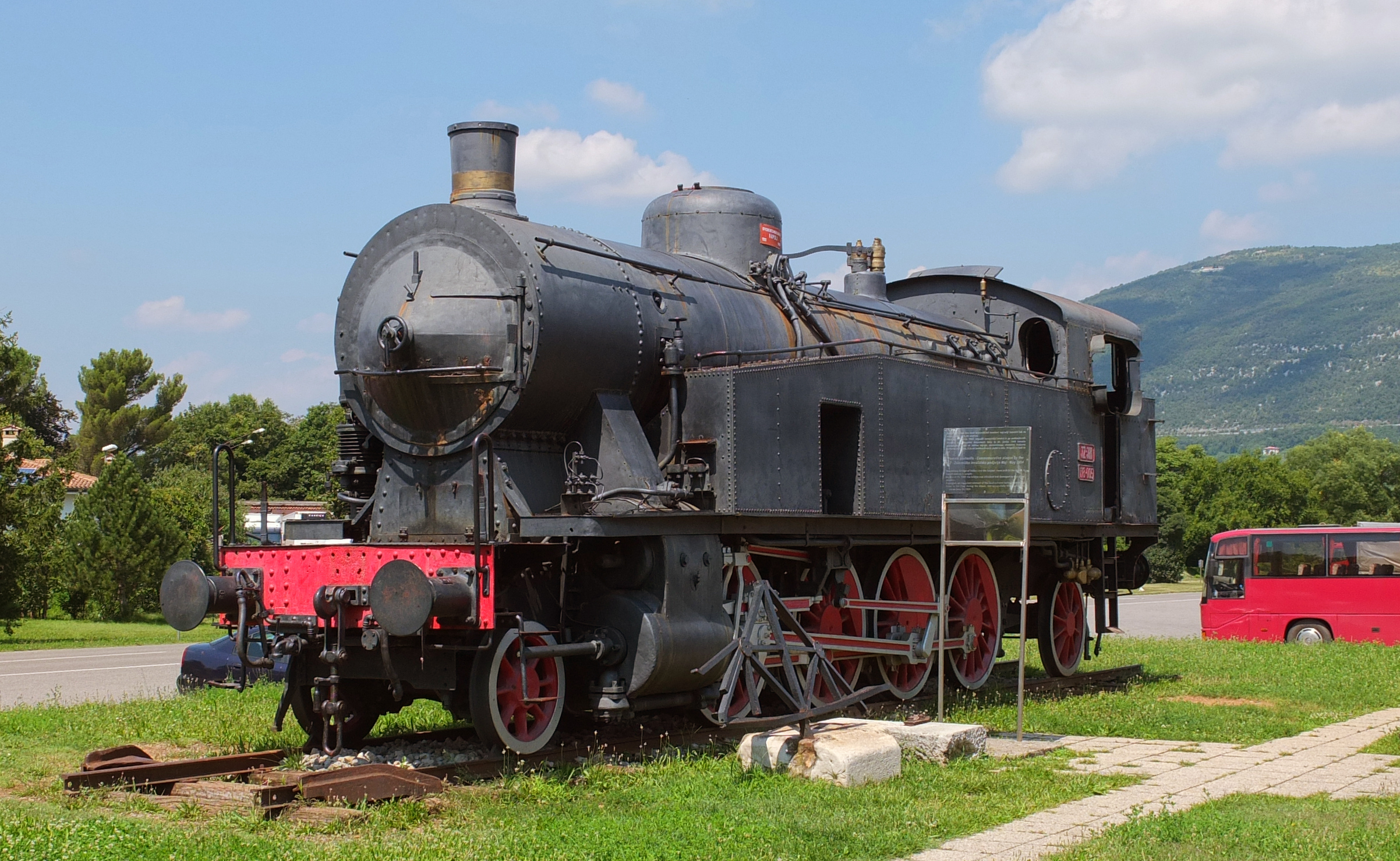
Locomotive JŽ 118.005 (ex FS 940.015) exposée en gare de Nova Gorica

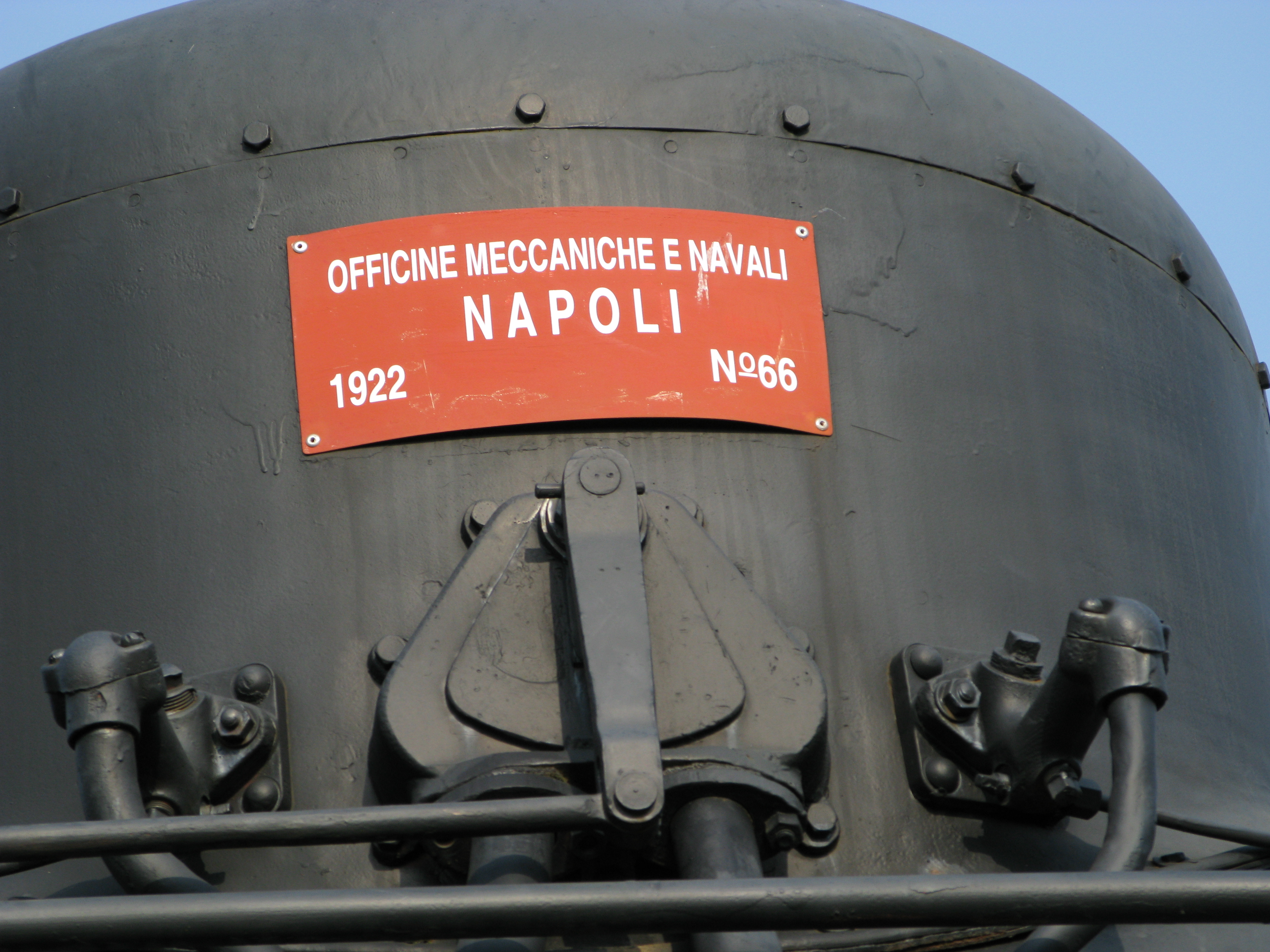
Plate d'identification sur le dôme de la JŽ 118.005 (ex FS 940.015) exposée en gare de Nova Gorica

## Les FS 940 yougoslaves JŽ 118
Pendant la Seconde Guerre mondiale, plusieurs locomotives FS 940, affectées à la Délégation des Chemins de fer de l'Est de Ljubljana, sont tombées aux mains des forces yougoslaves et devinrent une partie du JŽ dans le groupe 118. Dans les publications et ouvrages de Cornolò, il est fait état de 4 unités, selon Kalla-Bishop, les unités FS 940.013, 021, 047 & 045 sont citées. Cependant, l'existence de la locomotive JŽ 118.005 (ex FS 940.015), comme le démontre la plaque sur le dôme de la locomotive exposée à la gare de Nova Gorica depuis 1983, prouve que (au moins) 5 machines ont été récupérées par les JŽ, immatriculées JŽ 117.101 ÷ 104 en 1945 puis JŽ 118.001 ÷ 005 en 1947. Ces locomotives semblent être restées opérationnelles jusqu'en 1980.

## Unités FS 940 préservées
Il y a 18 unités conservées :
- FS 940.001 - conservée dans le pavillon ferroviaire du Musée des sciences et des techniques Léonard de Vinci de Milan,
- FS 940.002 - exposée à Piazza al Serchio Lucques
- FS 940.003 - stockée dans l'ancienne DRS de Rimini
- FS 940.006 - au dépôt de Fabriano, en excellent état et utilisée pour l'exploitation des trains historiques
- FS 940.014 - restaurée en 2014 par l'Officina Grandi Riparazioni de Voghera pour les célébrations du 100e anniversaire de la fondation des ateliers en 2015
- FS 940.015 – exposée en gare de Nova Gorica en Slovénie
- FS 940.019 - exposée depuis avril 1985 à Ronco Briantino
- FS 940.022 - restaurée à Mestre par les membres de l'AVTS
- FS 940.030 - exposée devant l'ancienne OGR (Officine Grandi Riparazioni) de Turin pour les célébrations du 150e anniversaire de l'Unification de l'Italie, à côté de la FS E404.002, en livrée Frecciarossa.
- FS 940.036 - exposée au Musée des FS de Pietrarsa. La locomotive a été sectionnée pour exposer ses composants intérieurs[6],[7]
- FS 940.041 - utilisée pour les trains historiques, gérée par les bénévoles du musée FERALP TEAM de Bussoleno[1]
- FS 940.044 - au dépôt de Sulmona, a été utilisée pour le tournage du film "La vita è bella" de Roberto Benigni dans lequel elle tire le train de marchandises allemand destiné à la déportation vers les camps de concentration.
- FS 940.047 - exposée en gare de Casarsa (it)[8].
- FS 940.050 - conservée au Musée National des Transports de La Spezia, apparaît dans le film "Il Burbero" de Castellano et Pipolo avec Adriano Celentano et Debra Feuer.
- FS 940.052 - exposée au Musée ferroviaire de Montesilvano.

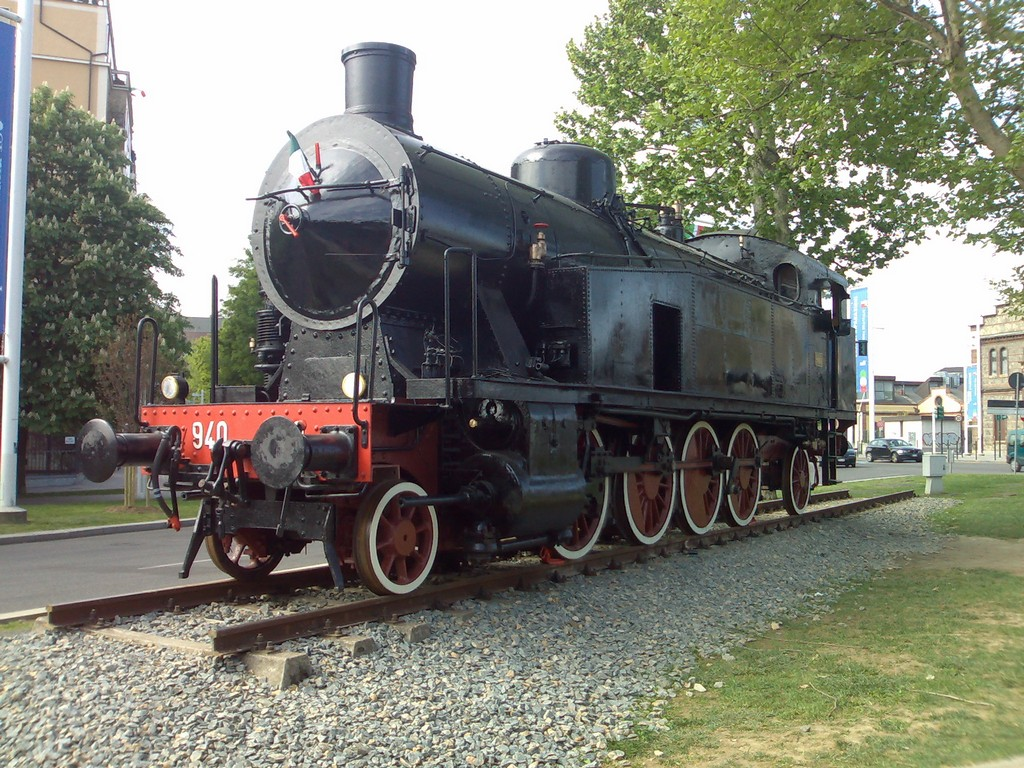
Locomotive FS 940.030 devant l'OGR de Turin (it)
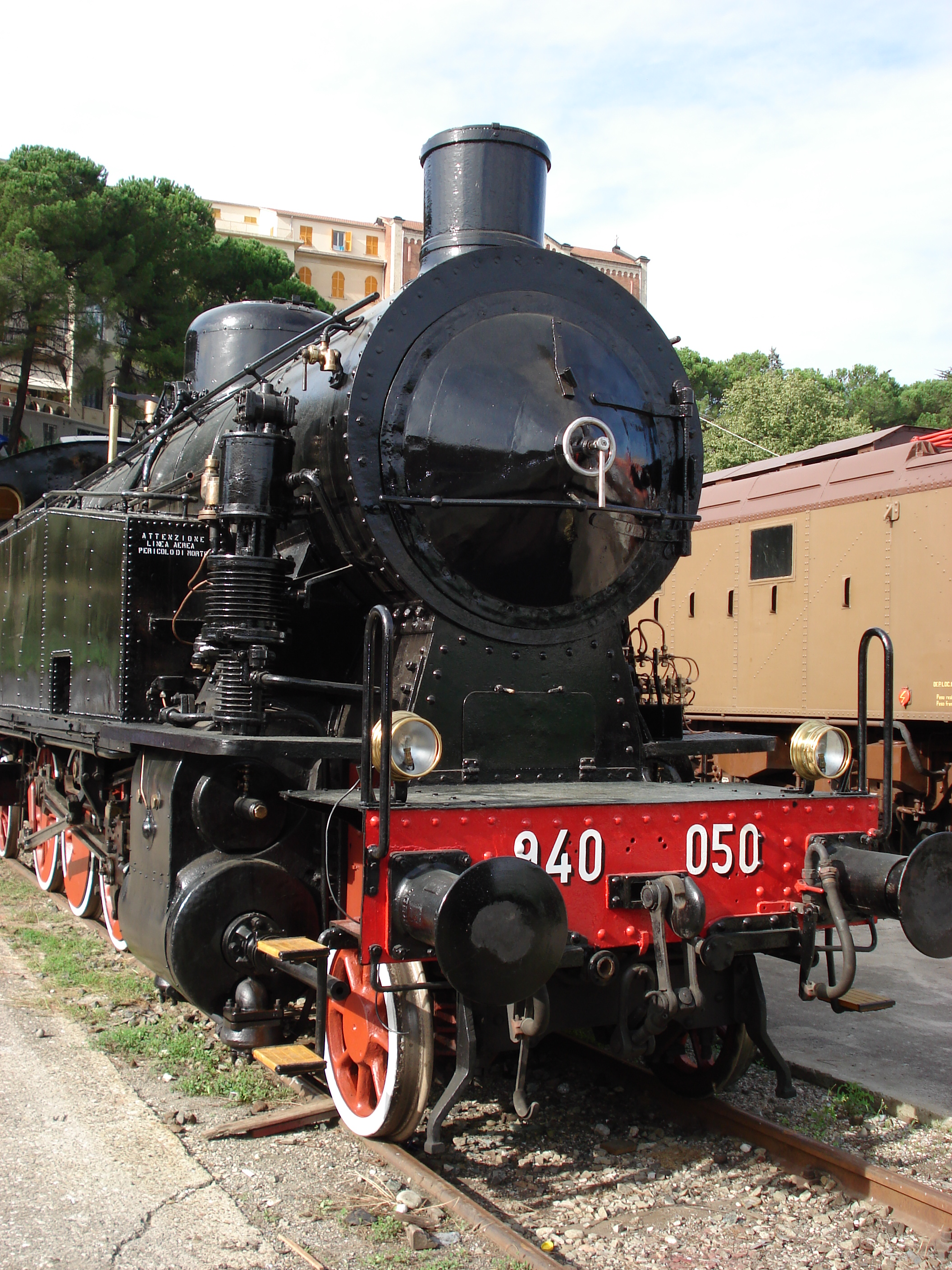
Locomotive FS 940.050 au Musée National des Transports de La Spezia
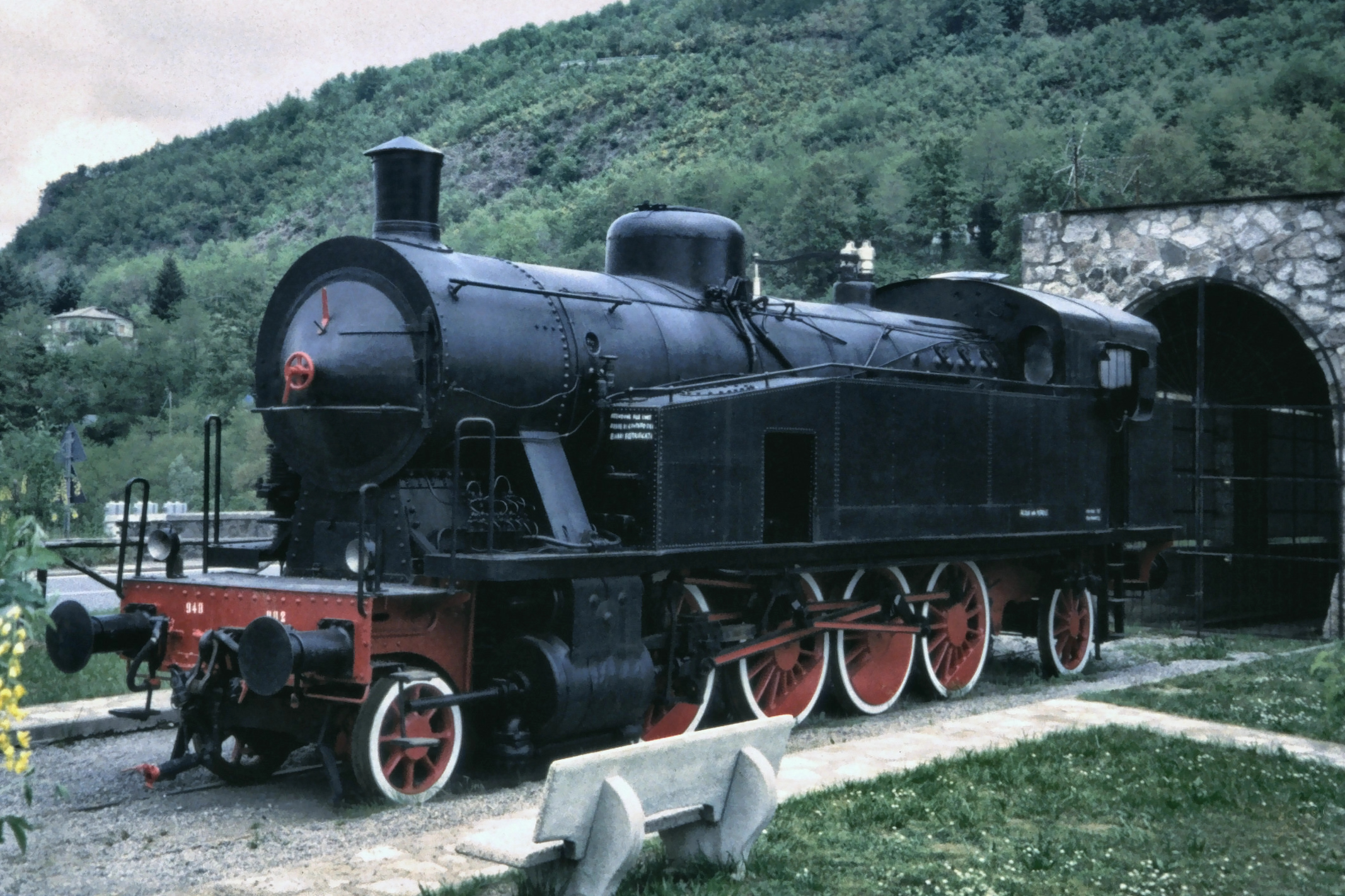
Locomotive FS 940.002 de Piazza al Serchio
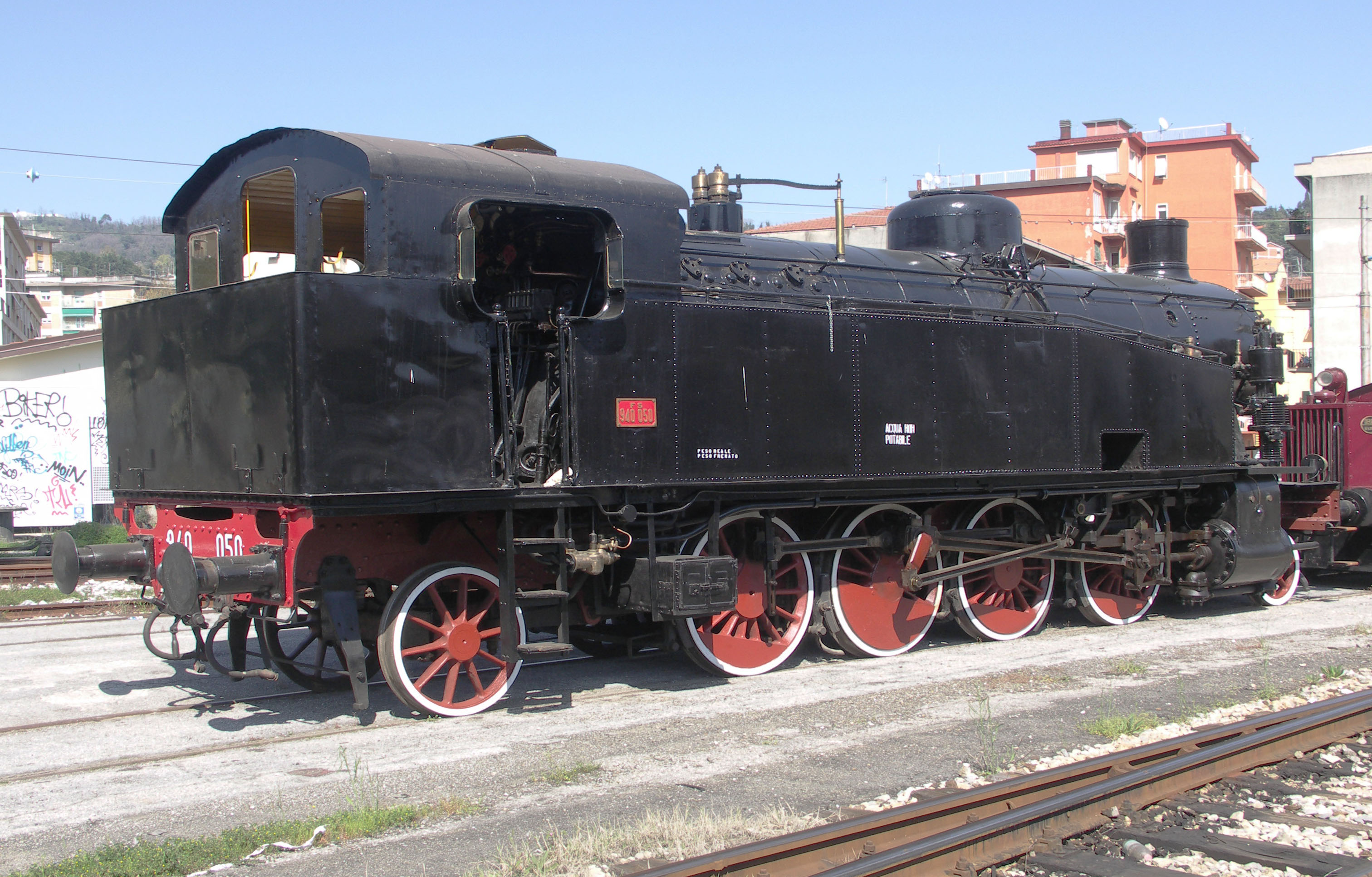
Locomotive FS 940.050 (vue arrière)